# Doktor Ballouz
Doktor Ballouz ist eine deutsche Fernsehserie, die seit 2021 jeweils zur Hauptsendezeit im ZDF ausgestrahlt wird. Merab Ninidze ist in der Titelrolle des Amin Ballouz, Chefarzt einer kleinen Klinik in der Uckermark, besetzt. Die filmische Handlung und die dargestellte Klinik sind zwar fiktiv, dennoch beruht die Serie auf realen Motiven des Sachbuchs Deutschland draußen: Das Leben des Dr. Amin Ballouz, Landarzt, von Jasper Fabian Wenzel.
Noch vor Ausstrahlung der dritten Staffel wurde die Serie um eine vierte Staffel verlängert, deren Dreharbeiten im Herbst 2023 begannen. Am 3. Mai 2025 wurde die Einstellung der Serie mit Ausstrahlung der 4. Staffel im Herbst 2025 angekündigt.

## Rahmenhandlung
Amin Ballouz floh als junger Mann aus seiner Heimat nach Deutschland und fand in der Uckermark ein neues Zuhause. Dort lebte er lange Jahre glücklich mit seiner Frau Mara und arbeitete als Arzt in einer nahen Klinik. Als seine Frau verunglückt und unter seinen Händen verstirbt, bricht für ihn die Welt zusammen. Verzweifelt lässt er die Arbeit und die gewohnte Umgebung für eine lange Zeit hinter sich und sucht Abstand. Seinem Freund Prof. Frey gelingt es aber, ihn als Chefarzt und Chirurg an seine alte Klinik und somit in sein altes Umfeld zurückzuholen. Als Witwer flüchtet er sich dort allerdings fortan in die Arbeit; seine Patientinnen und Patienten sowie sein Kollegium werden für ihn zum Familienersatz.
Ballouz ist bodenständig und wirkt durch einige Markenzeichen, wie beispielsweise seinen knittrigen Regenmantel und seinen kleinen blauen Trabi, etwas aus der Zeit gefallen. Dafür hat er ein großes Herz und wird insbesondere von seinen Patientinnen und Patienten hoch geschätzt, für die er sich immer ausgiebig Zeit nimmt und denen er große Empathie entgegenbringt.

## Besetzung

### Hauptdarsteller
| Schauspieler       | Rolle                  | Bemerkung                                                                                      | Episode  |
| ------------------ | ---------------------- | ---------------------------------------------------------------------------------------------- | -------- |
| Merab Ninidze      | Dr. Amin Ballouz       | Chefarzt, Witwer von Mara Ballouz,                                                             | 1–       |
| Julia Richter      | Dr. Barbara Forster    |                                                                                                | 1–       |
| Daniel Fritz       | Dr. Mark Schilling     |                                                                                                | 1–       |
| Nadja Bobyleva     | Dr. Michelle Schwan    |                                                                                                | 1–12     |
| Vincent Krüger     | Vincent Patzke         | macht, nachdem er Sozialstunden im Krankenhaus ableistete, eine Ausbildung als Pflegefachkraft | 1–       |
| Clelia Sarto       | Mara Ballouz           | Ehefrau von Amin Ballouz,                                                                      | 1–3, 5–6 |
| Helene Grass       | Eva Schmidt            | Leiterin der Krankenhaus-Wäscherei                                                             | 7–       |
| Caroline Scholze   | Schwester Beate Keller | Krankenschwester                                                                               | 13–      |
| Haley Louise Jones | Schwester Carla        | Krankenschwester                                                                               | 13–      |

### Nebendarsteller
| Schauspieler          | Rolle               | Bemerkung             | Episode  |
| --------------------- | ------------------- | --------------------- | -------- |
| Michael Kind          | Prof. Frey          |                       | 1–       |
| Theresa Sophie Albert | Ines                | Anästhesistin         | 1, 5     |
| Alexandra Gottschlich | Dr. Schuster        | Notärztin             | 5, 6     |
| Gisela Aderhold       | Schwester Anke      |                       | 1–3, 5–6 |
| Monika Anna Wojtyllo  | Schwester Irina     |                       | 1–4      |
| Ute Lubosch           | Schwester Margot    |                       | 1, 4     |
| Erol Afşin            | Amin Ballouz (jung) |                       | 3–4      |
| Eva Löser             | Mara (jung)         |                       | 3–4, 6   |
| Barbara Philipp       | Cindy               | Tankstellenbesitzerin | 1–3, 6   |

### Episodendarsteller
| Schauspieler             | Rolle            | Bemerkung                                          | Episode |
| ------------------------ | ---------------- | -------------------------------------------------- | ------- |
| Sophie Lutz              | Christina        | Schwangere Frau, wird angefahren, Mutter von Flori | 1       |
| Matthias Ziesing         | Ole              | Ehemann von Christina                              | 1       |
| Mavie Meschkowski        | Flori            | Tochter von Christina                              | 1       |
| Jonas Laux               | Ricardo          | Patient, Vater von Julian und Mateo                | 1       |
| Carl Heinz Choynski      | Herr Rhode       | Patient                                            | 1       |
| Ludwig Samuel Ott        | Julian           | Sohn von Ricardo                                   | 1       |
| Ares Kloß                | Mateo            | Sohn von Ricardo                                   | 1       |
| Christian Arnold         | Dr. Falk         | Notarzt                                            | 1       |
| Andrea Sawatzki          | Frau Rosin       |                                                    | 2       |
| Axel Pape                | Herr Rosin       |                                                    | 2       |
| Holger Franke            | Herr Schenk      |                                                    | 2       |
| Sabrina Frank            | Floristin Saskia |                                                    | 2       |
| Leonard Rosik            | Alexander        |                                                    | 3       |
| Marlén Viktoria Gorka    | Melissa          |                                                    | 3       |
| Lennart Betzgen          | Lukas            |                                                    | 3       |
| Farina Flebbe            | Cara             |                                                    | 3       |
| Florian Sumerauer        | Micha            | Sanitäter                                          | 3       |
| Anton Spieker            | Freddy           |                                                    | 4       |
| Anna Hausburg            | Vivian           |                                                    | 4       |
| Harald Effenberg         | Klaus            |                                                    | 4       |
| Adriana Altaras          | Dr. Kreutzer     |                                                    | 4       |
| Jil Funke                | Romy             | Trauzeugin                                         | 4       |
| Bruno F. Apitz           | Herbert          |                                                    | 4       |
| Monika Disse             | Hilde            | Kaninchenbesitzerin                                | 4       |
| Christian Steyer         | Herr Rütte       | Pastor                                             | 4       |
| Jutta Wachowiak          | Wilma            |                                                    | 4       |
| Monika Lennartz          | Luise            |                                                    | 4       |
| Moritz Tittel            | Mike             | Anästhesist                                        | 4       |
| Jörg Schüttauf           | Manfred Morgen   |                                                    | 5       |
| Nikolai Radke            | Ralf             | Arbeiter                                           | 5       |
| Ludwig Senger            | Herr Sander      | Azubi                                              | 5       |
| Benjamin Kramme          | Axel Hiller      |                                                    | 5       |
| Diego Ivica Andreas      | Jochen           | Sanitäter                                          | 5       |
| Stefan Rudolf            | Christian        | Feuerwehrmann                                      | 5       |
| Stefan Mehren            | Dr. Meier        | Notarzt                                            | 5       |
| Laurids Schürmann        | Leo Patzke       | Bruder von Vincent Patzke                          | 5       |
| Oleg Tikhomirov          | Pawel Wolek      |                                                    | 6       |
| Dietrich Hollinderbäumer | Norbert          | Willeke                                            | 6       |
| Ruth Reinecke            | Eva Willeke      |                                                    | 6       |
| Lea Freund               | Marlene Schucht  | Kindergärtnerin                                    | 6       |
| Marian Dilger            | Henri            |                                                    | 6       |
| Eva Lietz                | Kara             |                                                    | 6       |
| Inka Friedrich           | Regina Schucht   |                                                    | 6       |
| Max Gertsch              | Klaus Schucht    |                                                    | 6       |
| Tina Haseney             | N.N.             | Kindergärtnerin                                    | 6       |

## Produktion
Die Dreharbeiten zur ersten Staffel der Arztserie fanden unter dem Arbeitstitel Ballouz an unterschiedlichen Drehorten, u. a. in Berlin und in der Uckermark, statt. Beispielsweise entstanden alle Einstellungen im Zusammenhang mit der Tankstelle an der Bundesstraße 96 bei Nassenheide. Das ZDF zeigte sich mit den Einschaltquoten und dem Erfolg der ersten Staffel zufrieden und gab im April 2021 bekannt, dass die Serie fortgesetzt werde.
Mit den Dreharbeiten für die zweite Staffel (Folgen 7–12) wurde noch im selben Jahr begonnen. Die Innenaufnahmen des Krankenhauses entstanden in einem ehemaligen Verwaltungsgebäude in Berlin-Steglitz. Die Gasthofszenen in der ersten Folge von Staffel 2 wurden außen im Gasthof in Melzow am Oberuckersee und innen in der Gaststätte in Götschendorf gedreht. Die Kanutour in Folge 2 der Staffel 2 fand im Nationalpark Unteres Odertal bei Gartz statt. Der Aussichtspunkt „Schwarzer Berg“ in Gerswalde war der Ort des Picknicks. In Folge 4 von Staffel 2 findet die Beerdigung auf dem Friedhof und in der Kirche Thomsdorf statt. Geangelt wird an der Badestelle des Haussees Hardenbeck. Der Anfang der Folge 5 der Staffel 2 spielt am Kölpinsee in Götschendorf.

## Episodendetails

### Staffel 1
| Episode | Titel                 | Drehzeitraum            | Erstausstrahlung | Regie          | Drehbuch                                                     | Zuschauer                                             |
| ------- | --------------------- | ----------------------- | ---------------- | -------------- | ------------------------------------------------------------ | ----------------------------------------------------- |
| 1       | Willkommen zurück     | 25.02.2020 – 07.08.2020 | 8. April 2021    | Andreas Menck  | Conni Lubek (Headautorin), Kerstin Laudascher, Silja Clemens | 4,83 Mio. (14,8 % MA); (4,3 % bei den 14-49-Jährigen) |
| 2       | Grüßen Sie meine Frau | 25.02.2020 – 07.08.2020 | 8. April 2021    | Andreas Menck  | Conni Lubek (Headautorin), Kerstin Laudascher, Silja Clemens | 4,90 Mio. (15,3 % MA); (4,6 % bei den 14-49-Jährigen) |
| 3       | Workaholic            | 25.02.2020 – 07.08.2020 | 15. April 2021   | Andreas Menck  | Conni Lubek (Headautorin), Kerstin Laudascher, Silja Clemens | 4,51 Mio. (12,4 % MA); (3,9 % bei den 14-49-Jährigen) |
| 4       | Unzertrennlich        | 25.02.2020 – 07.08.2020 | 15. April 2021   | Philipp Osthus | Conni Lubek (Headautorin), Kerstin Laudascher, Silja Clemens | 4,73 Mio. (13,8 % MA); (4,9 % bei den 14-49-Jährigen) |
| 5       | Eine lange Nacht      | 25.02.2020 – 07.08.2020 | 22. April 2021   | Philipp Osthus | Conni Lubek (Headautorin), Kerstin Laudascher, Silja Clemens | 4,37 Mio. (13,8 % MA); (5,2 % bei den 14-49-Jährigen) |
| 6       | Mara                  | 25.02.2020 – 07.08.2020 | 22. April 2021   | Philipp Osthus | Conni Lubek (Headautorin), Kerstin Laudascher, Silja Clemens | 4,64 Mio. (14,8 % MA); (6,8 % bei den 14-49-Jährigen) |

### Staffel 2
| Episode | Titel                  | Drehzeitraum            | Erstausstrahlung | Regie              | Drehbuch                                | Zuschauer                                             |
| ------- | ---------------------- | ----------------------- | ---------------- | ------------------ | --------------------------------------- | ----------------------------------------------------- |
| 7       | Leere Seiten           | 03.08.2021 – 15.10.2021 | 21. April 2022   | Felix Ahrens       | Katja Kittendorf                        | 3,61 Mio. (13,3 % MA); (3,8 % bei den 14-49-Jährigen) |
| 8       | Lieben und Lassen      | 03.08.2021 – 15.10.2021 | 21. April 2022   | Felix Ahrens       | Katja Kittendorf                        | 3,75 Mio. (13,8 % MA); (4,5 % bei den 14-49-Jährigen) |
| 9       | Alte Liebe, neue Liebe | 03.08.2021 – 15.10.2021 | 28. April 2022   | Florian Gottschick | Barbara Miersch                         | 3,20 Mio. (11,6 % MA); (2,4 % bei den 14-49-Jährigen) |
| 10      | Erinnerungen           | 03.08.2021 – 15.10.2021 | 28. April 2022   | Florian Gottschick | Florian von Bornstädt & Barbara Miersch | 3,27 Mio. (12,0 % MA); (2,4 % bei den 14-49-Jährigen) |
| 11      | Zwei Herzen            | 03.08.2021 – 15.10.2021 | 05. Mai 2022     | Felix Ahrens       | Christine Heinlein                      | 3,42 Mio. (12,4 % MA); (3,8 % bei den 14-49-Jährigen) |
| 12      | Zweite Chance          | 03.08.2021 – 15.10.2021 | 05. Mai 2022     | Florian Gottschick | Christine Heinlein                      | 3,48 Mio. (12,8 % MA); (3,5 % bei den 14-49-Jährigen) |

### Staffel 3
| Episode | Titel          | Drehzeitraum            | Erstausstrahlung  | Regie         | Drehbuch                            | Zuschauer                                             |
| ------- | -------------- | ----------------------- | ----------------- | ------------- | ----------------------------------- | ----------------------------------------------------- |
| 13      | Tunnel         | 06.09.2022 – 23.11.2022 | 26. Oktober 2023  | Felix Ahrens  | Conni Lubek                         | 2,85 Mio. (11,3 % MA); (3,5 % bei den 14-49-Jährigen) |
| 14      | Besuch         | 06.09.2022 – 23.11.2022 | 26. Oktober 2023  | Felix Ahrens  | Florian von Bornstädt & Conni Lubek | 2,73 Mio. (10,7 % MA); (4,0 % bei den 14-49-Jährigen) |
| 15      | Blutsbrüder    | 06.09.2022 – 23.11.2022 | 02. November 2023 | Andreas Menck | Carola M. Lowitz & Conni Lubek      | 2,95 Mio. (11,3 % MA); (3,6 % bei den 14-49-Jährigen) |
| 16      | Dämonen        | 06.09.2022 – 23.11.2022 | 02. November 2023 | Felix Ahrens  | Christine Heinlein & Conni Lubek    | 2,86 Mio. (11,2 % MA); (4,6 % bei den 14-49-Jährigen) |
| 17      | Scherbenhaufen | 06.09.2022 – 23.11.2022 | 09. November 2023 | Andreas Menck | Kirsten Loose & Conni Lubek         | 3,00 Mio. (11,4 % MA); (4,2 % bei den 14-49-Jährigen) |
| 18      | Alles Gute     | 06.09.2022 – 23.11.2022 | 09. November 2023 | Andreas Menck | Catrin Lüth & Conni Lubek           | 2,88 Mio. (11,1 % MA); (4,0 % bei den 14-49-Jährigen) |